# 安麗苑
安麗苑（英語：On Lai Court）是香港房屋委員會興建中的居者有其屋計劃屋苑，位於新界西貢區大上托安愉道15號。
屋苑由房屋署總建築師（2）負責總體設計、周余石（香港）有限公司負責細部設計，並由聯力建築承建，預計2025年8月31日完工。

## 歷史
安麗苑前身為安達臣道石礦場，於2017年停止開採。
按照原來的規劃，此屋苑用地原訂興建私人住宅。2019年初，由於政府打算增建公營房屋，決定將區內多幅用地改為興建資助出售房屋。

## 屋苑資料

### 樓宇
屋苑共設三座，各設25層，提供1,380伙單位，單位面積介乎於278-497平方呎。
| 樓宇名稱（座別） | 樓宇類型                 | 落成年份 | 樓宇層數 | 每層伙數                             | 單位總數（伙） | 建築師                                     | 承建商   | 提供升降機的廠商 |
| ---------------- | ------------------------ | -------- | -------- | ------------------------------------ | -------------- | ------------------------------------------ | -------- | ---------------- |
| 安昇閣（A座）    | 非標準設計大廈 （T字型） | 2025年   | 25       | 20（1樓） 24（2-10樓） 16（11-25樓） | 476            | 房屋署總建築師（2） 周余石（香港）有限公司 | 聯力建築 | 三菱             |
| 安旭閣（B座）    | 非標準設計大廈 （T字型） | 2025年   | 25       | 16（1樓） 20（2-17樓） 16（18-25樓） | 464            | 房屋署總建築師（2） 周余石（香港）有限公司 | 聯力建築 | 三菱             |
| 安旻閣（C座）    | 非標準設計大廈 （T字型） | 2025年   | 25       | 20（1-10樓） 16（11-25樓）           | 440            | 房屋署總建築師（2） 周余石（香港）有限公司 | 聯力建築 | 三菱             |

此屋苑連同鄰近另外兩個居屋項目，均列入「居屋2023」出售 ，於2023年7月31日至8月14日接受申請，同年年尾進行攪珠，其後於2024年1月31日起進行揀樓，至同年5月31日售罄。

### 配套設施
屋苑設園景、兒童遊樂場等休憩設施，並於地下低層設有停車場。另外，A座地下低層設有日間長者中心，以及潮陽幼稚園新校舍。
除此以外，鄰近的安秀苑、安達邨等屋邨，亦分別設有商舖大樓及商場，但最近的街市則位於寶達邨、安泰邨或秀茂坪商場。屋苑對出的石礦公園設有行人天橋，接駁秀茂坪。

## 興建期間的圖片庫

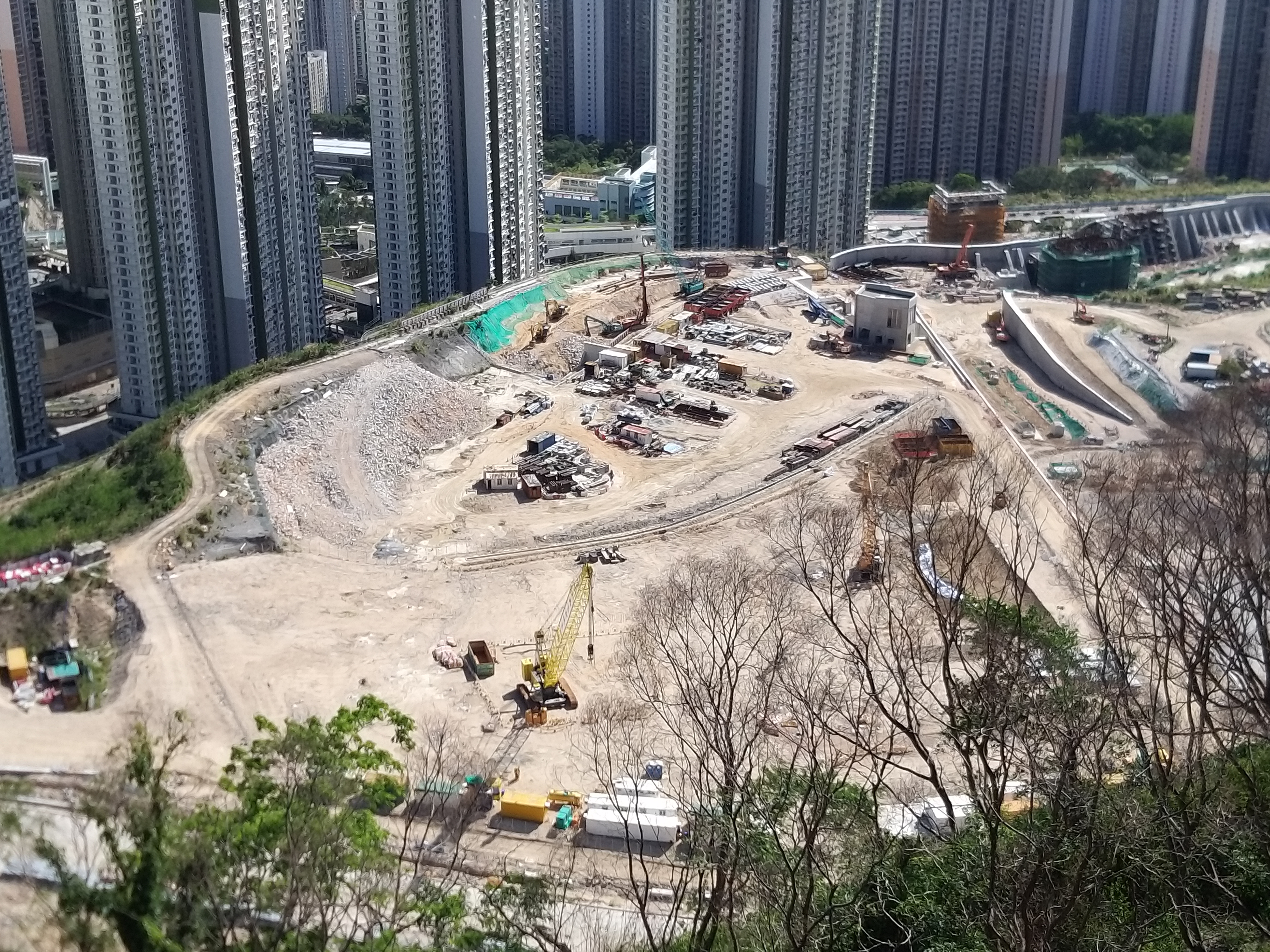
地基工程動工（2021年5月）
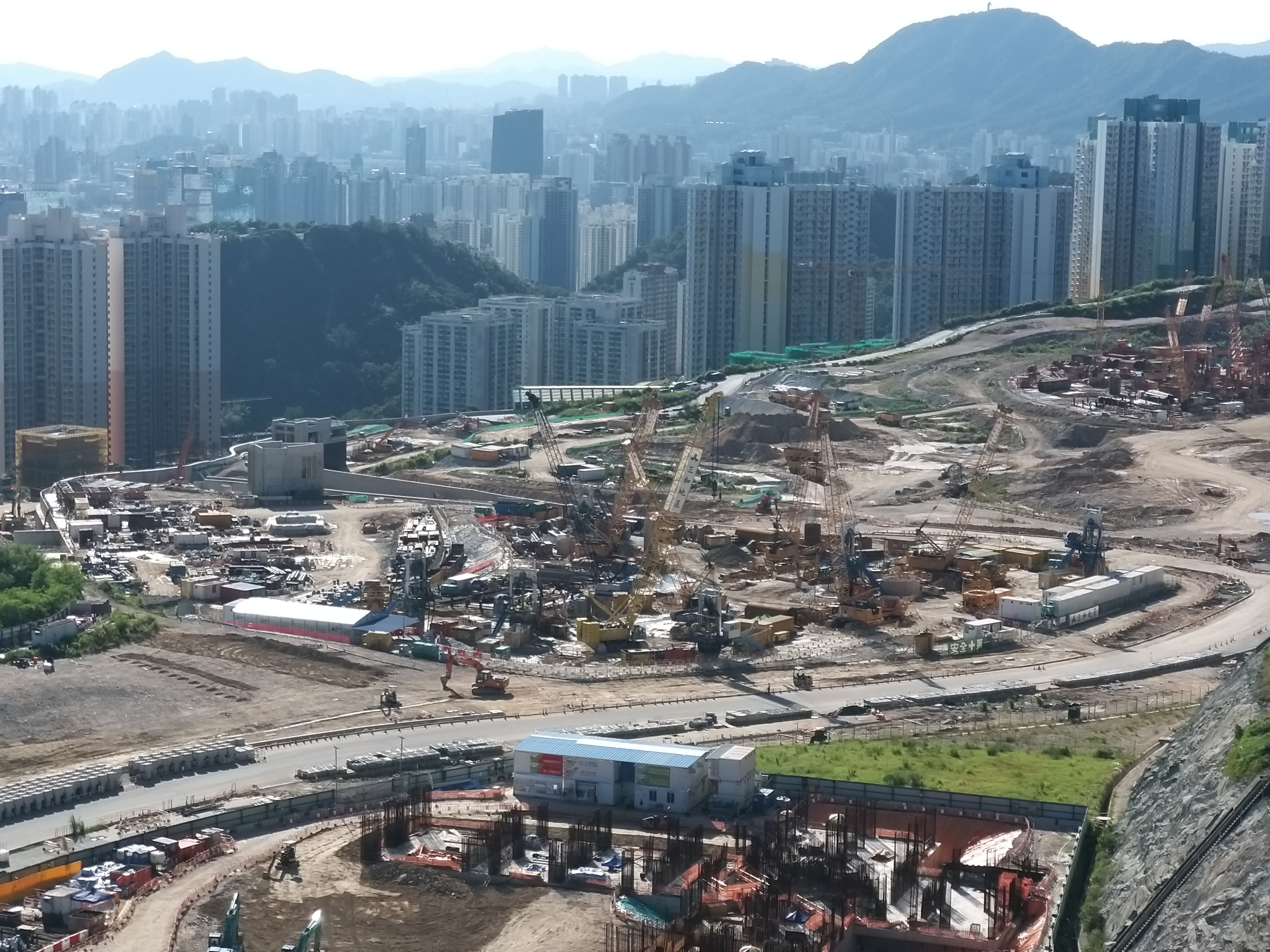
地基工程進行中（2021年8月）
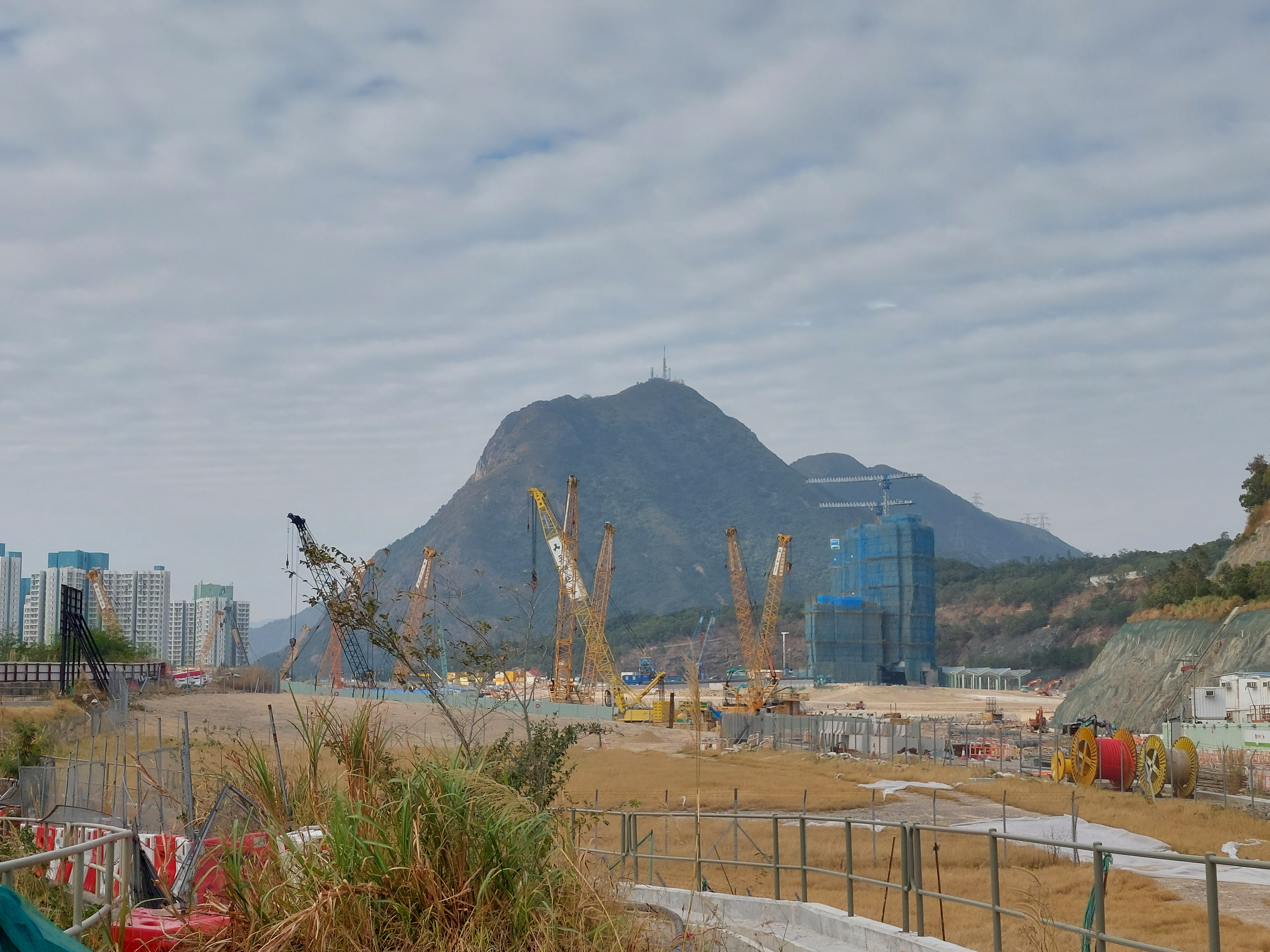
2021年12月
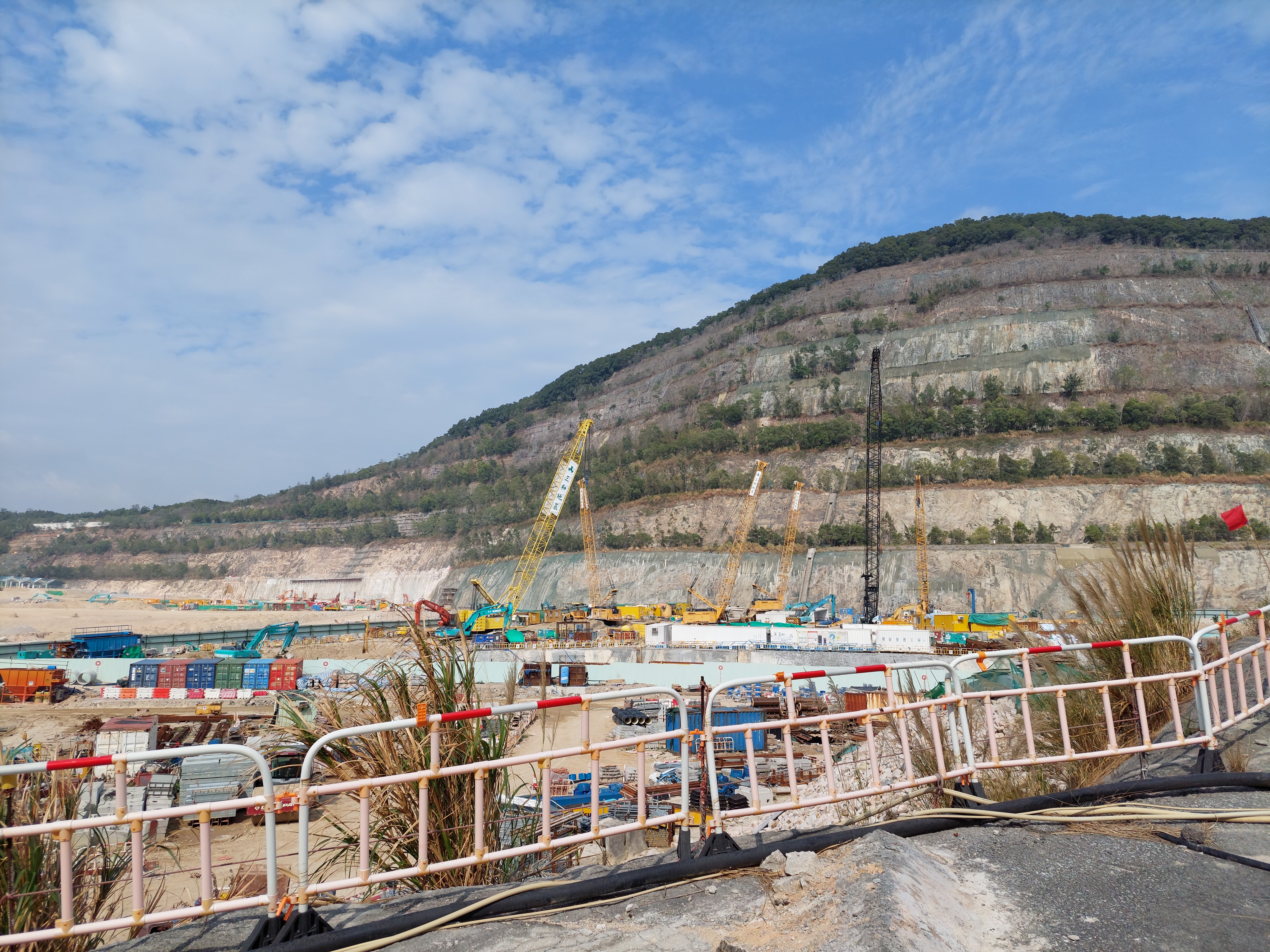
部分樓宇開始挖掘樁帽（2022年2月）
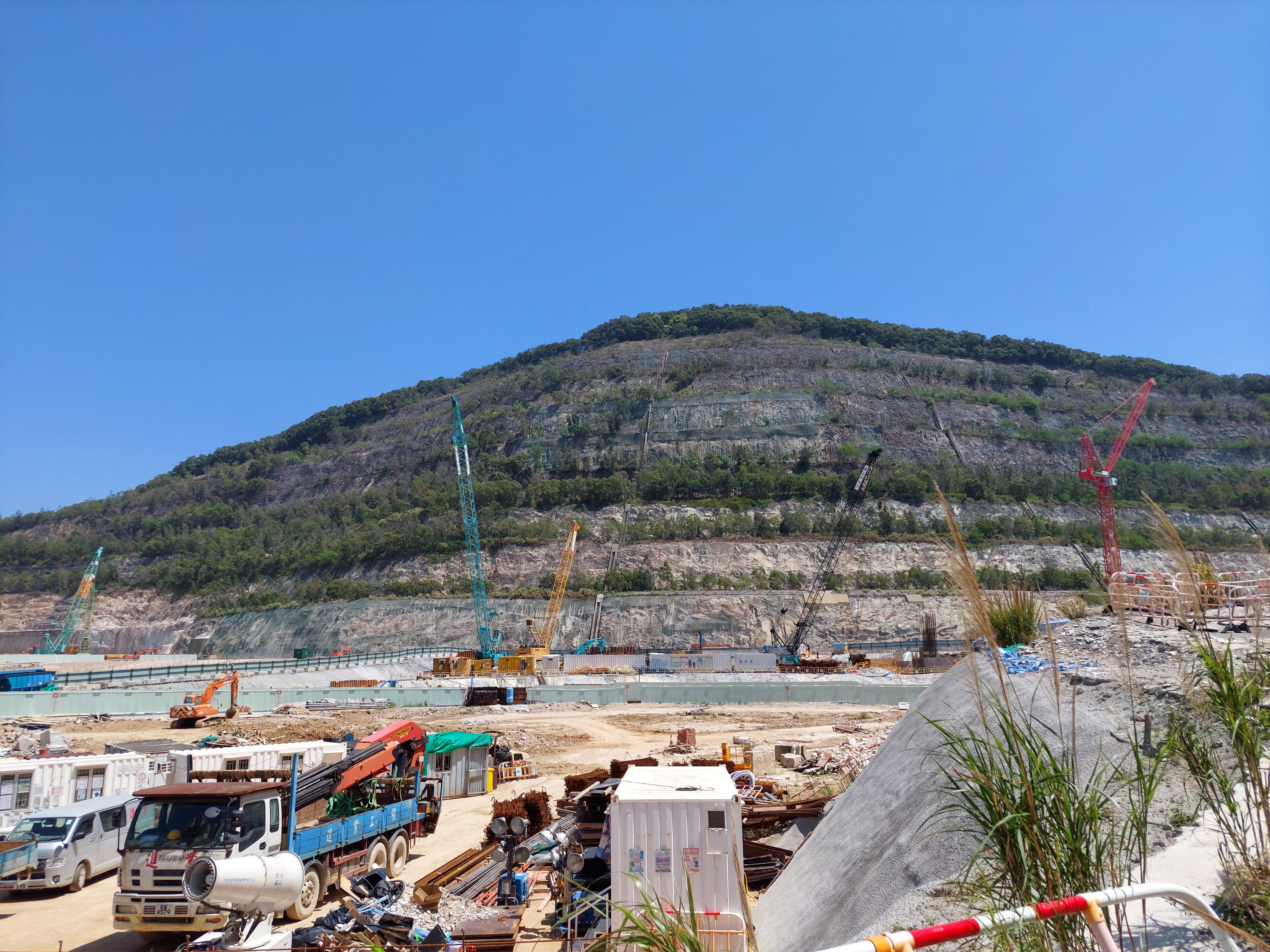
樁帽即將完工（2022年4月）
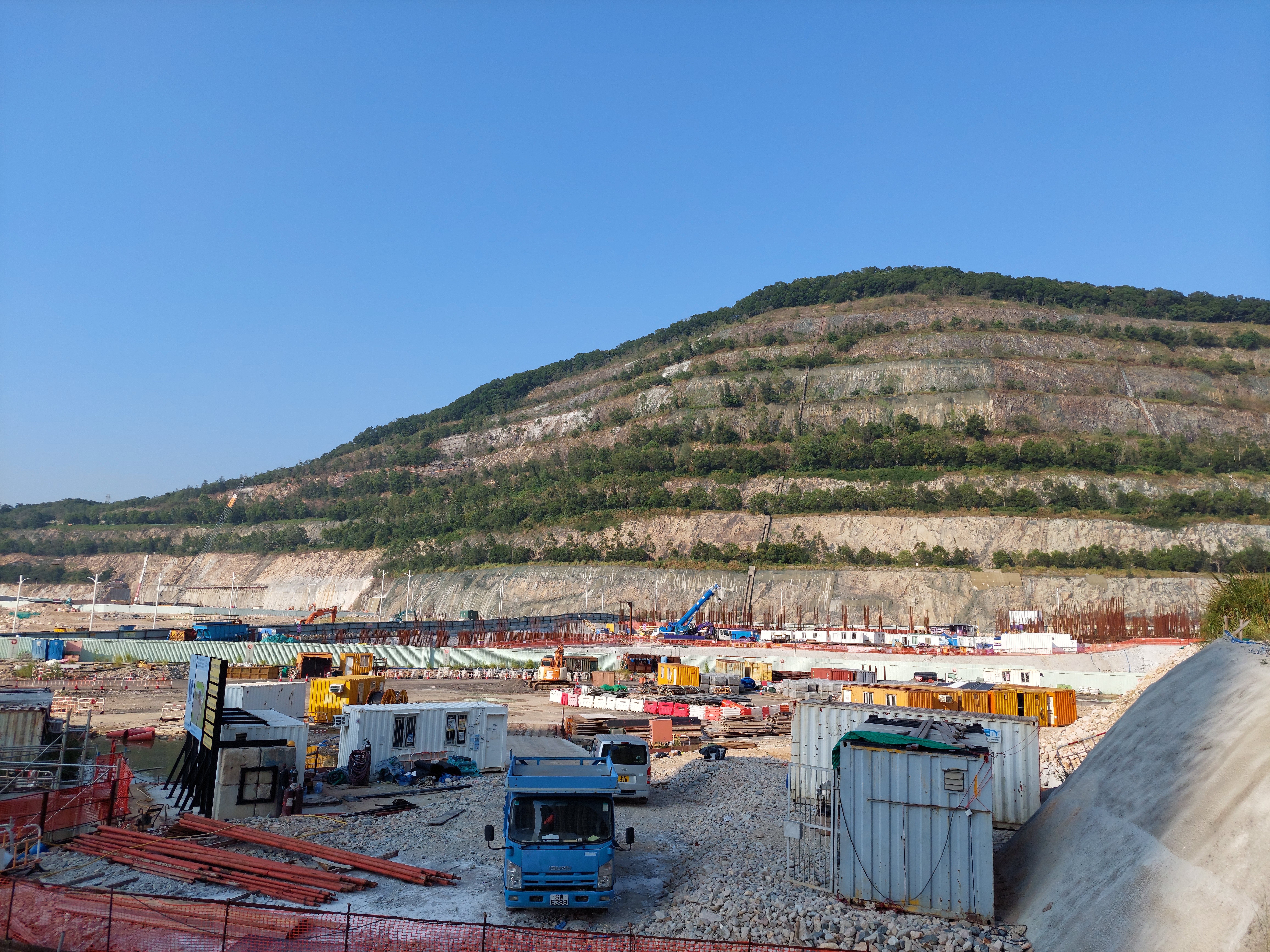
上蓋工程即將動工（2022年9月）
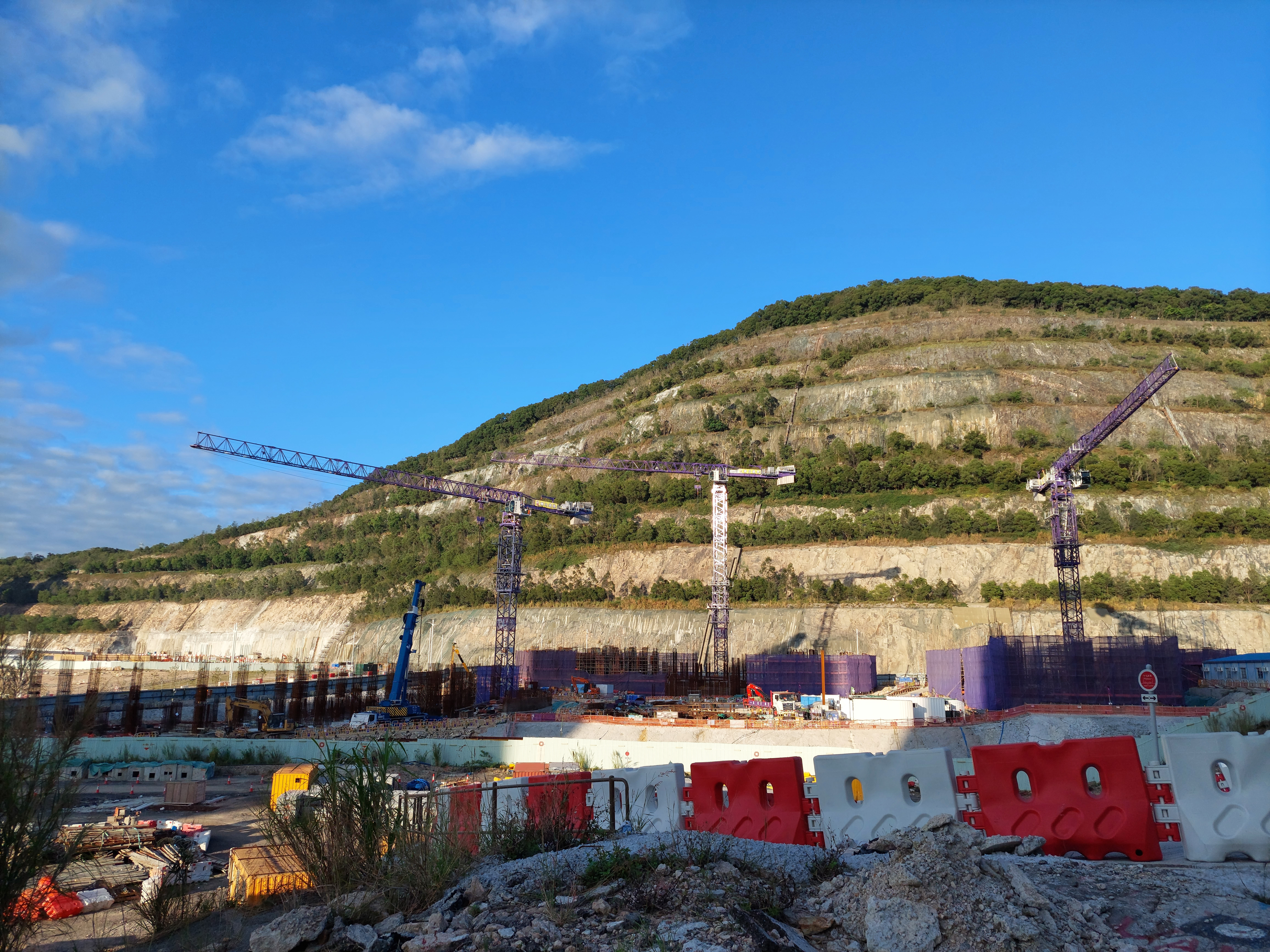
2022年12月
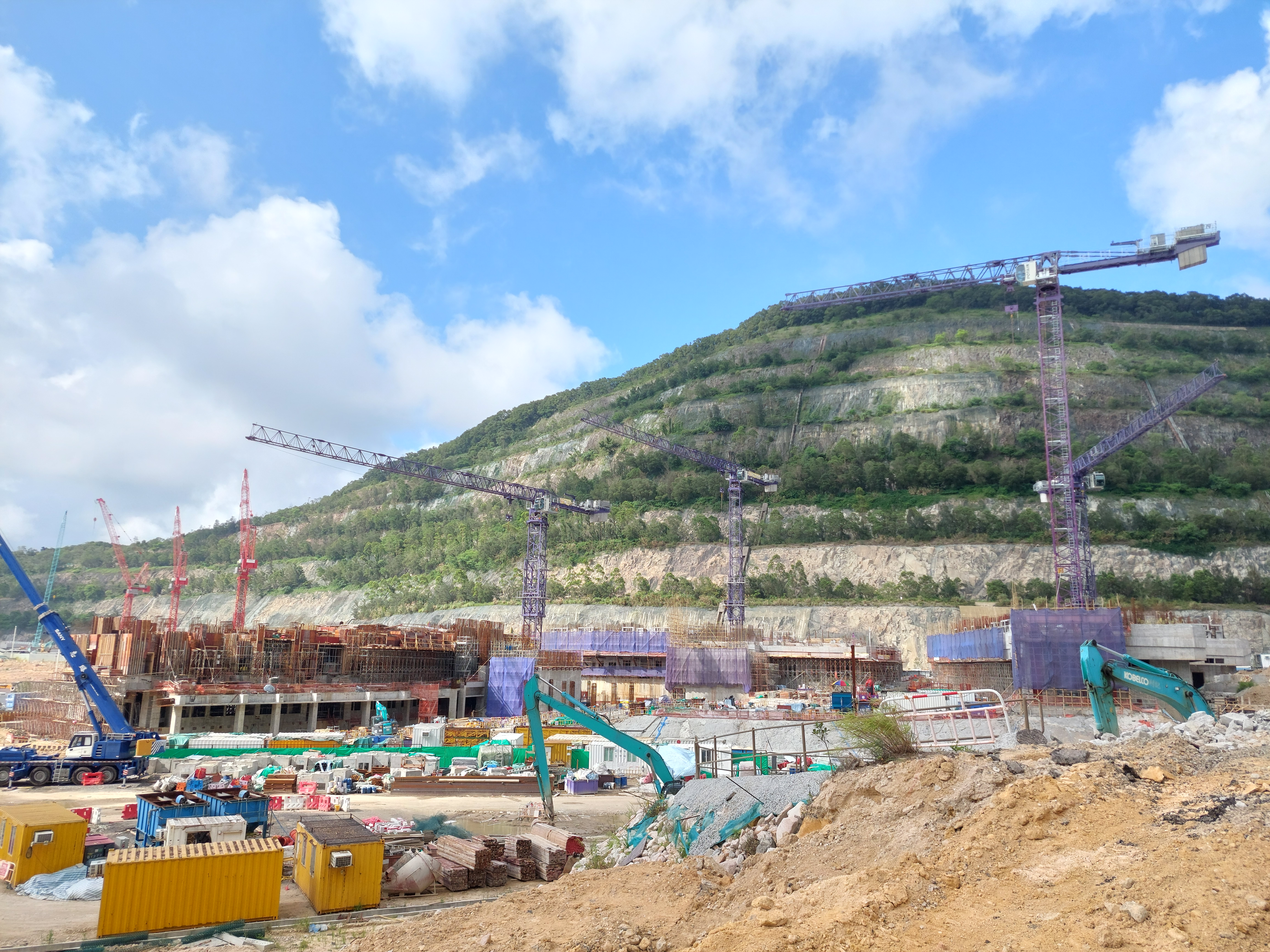
2023年6月
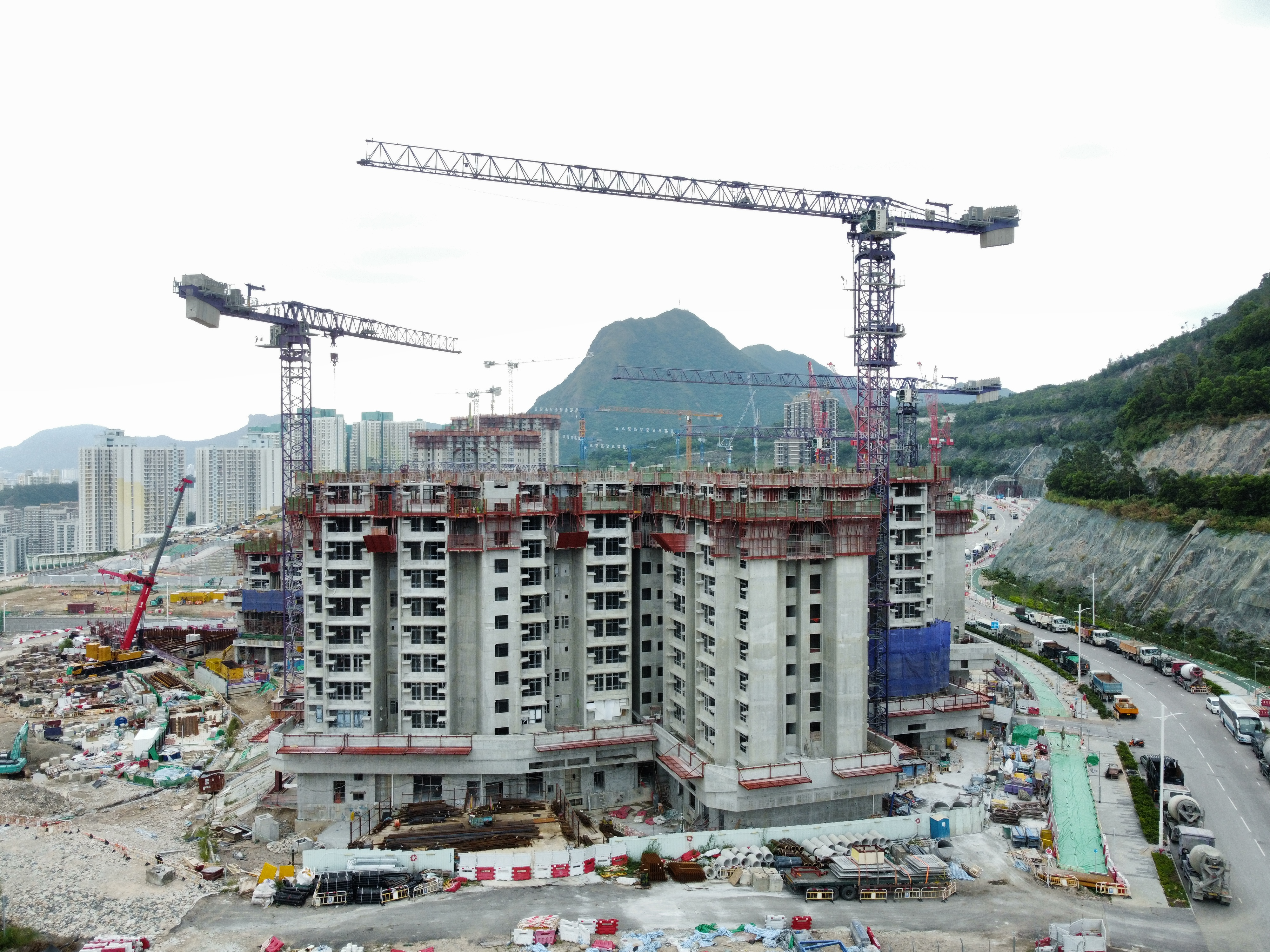
2023年10月
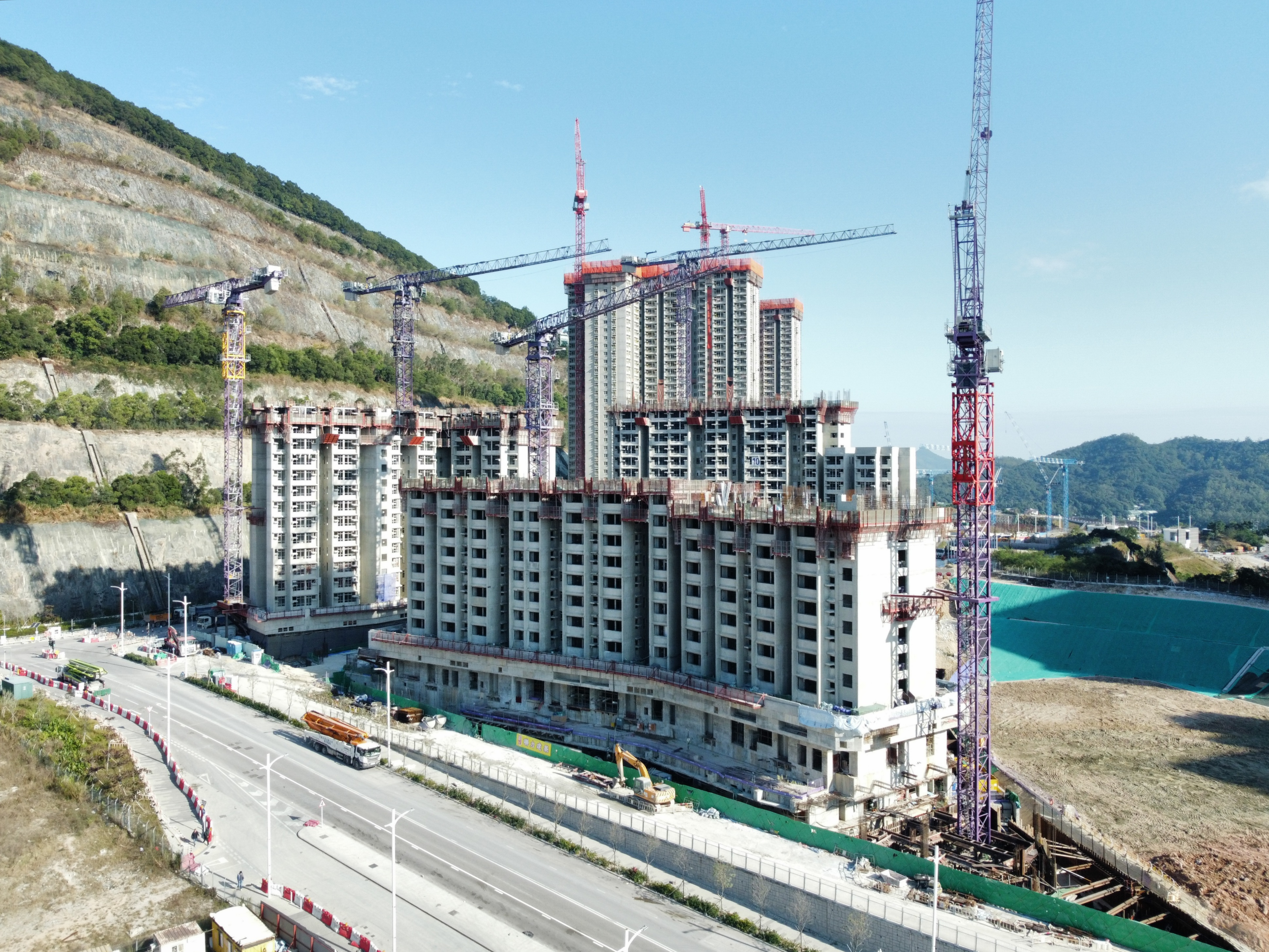
2023年12月
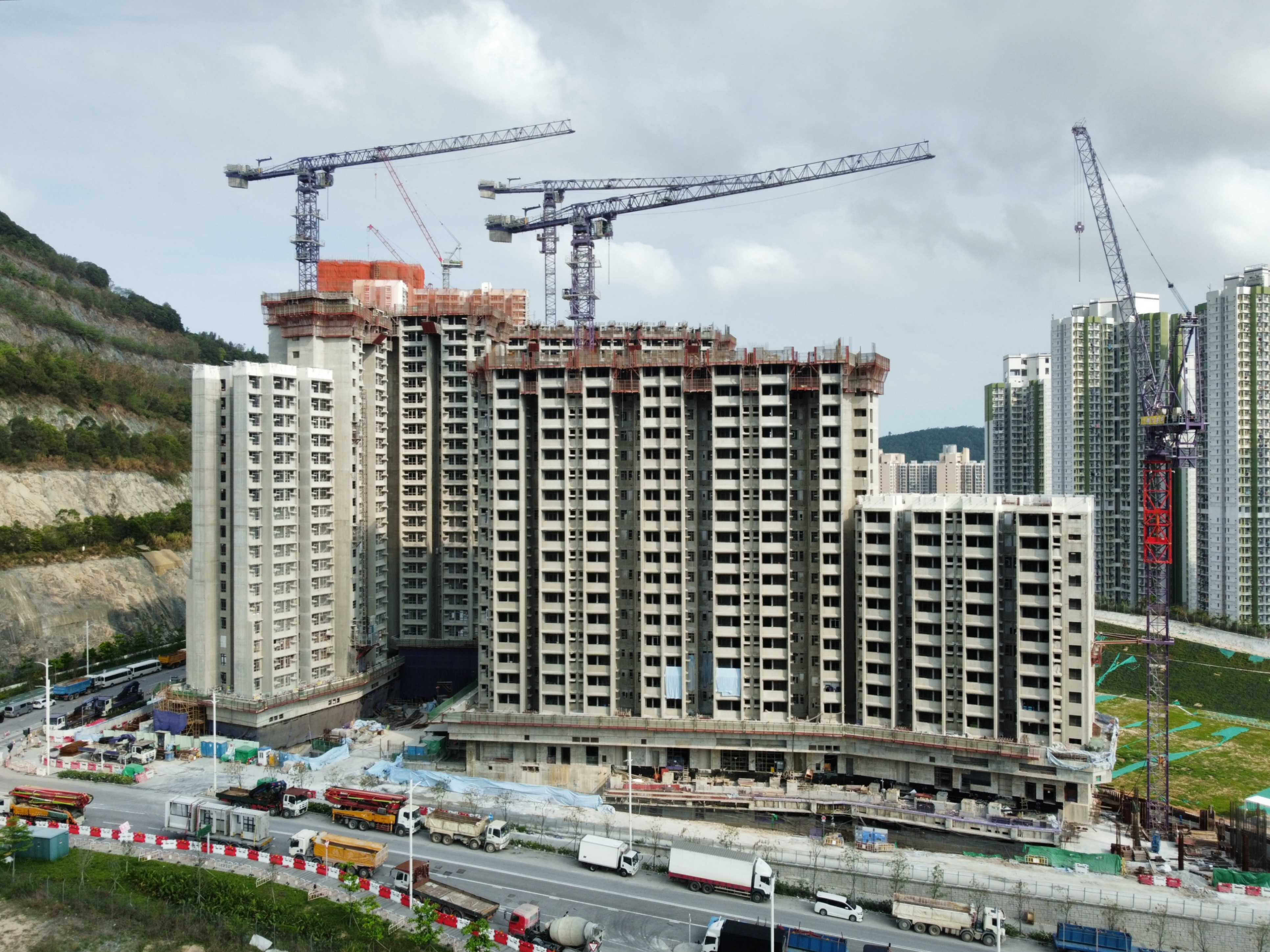
2024年4月
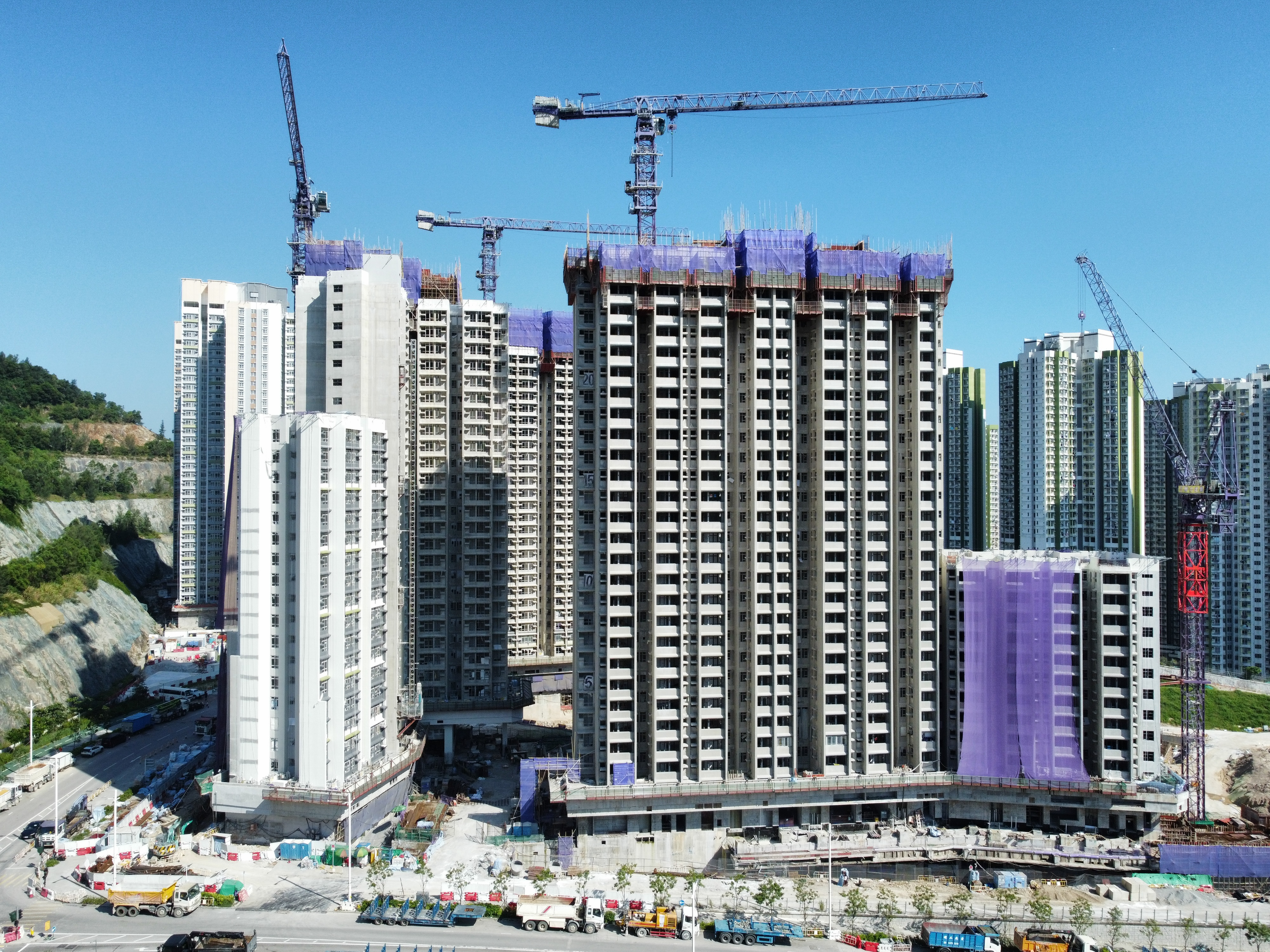
正在封頂（2024年8月）
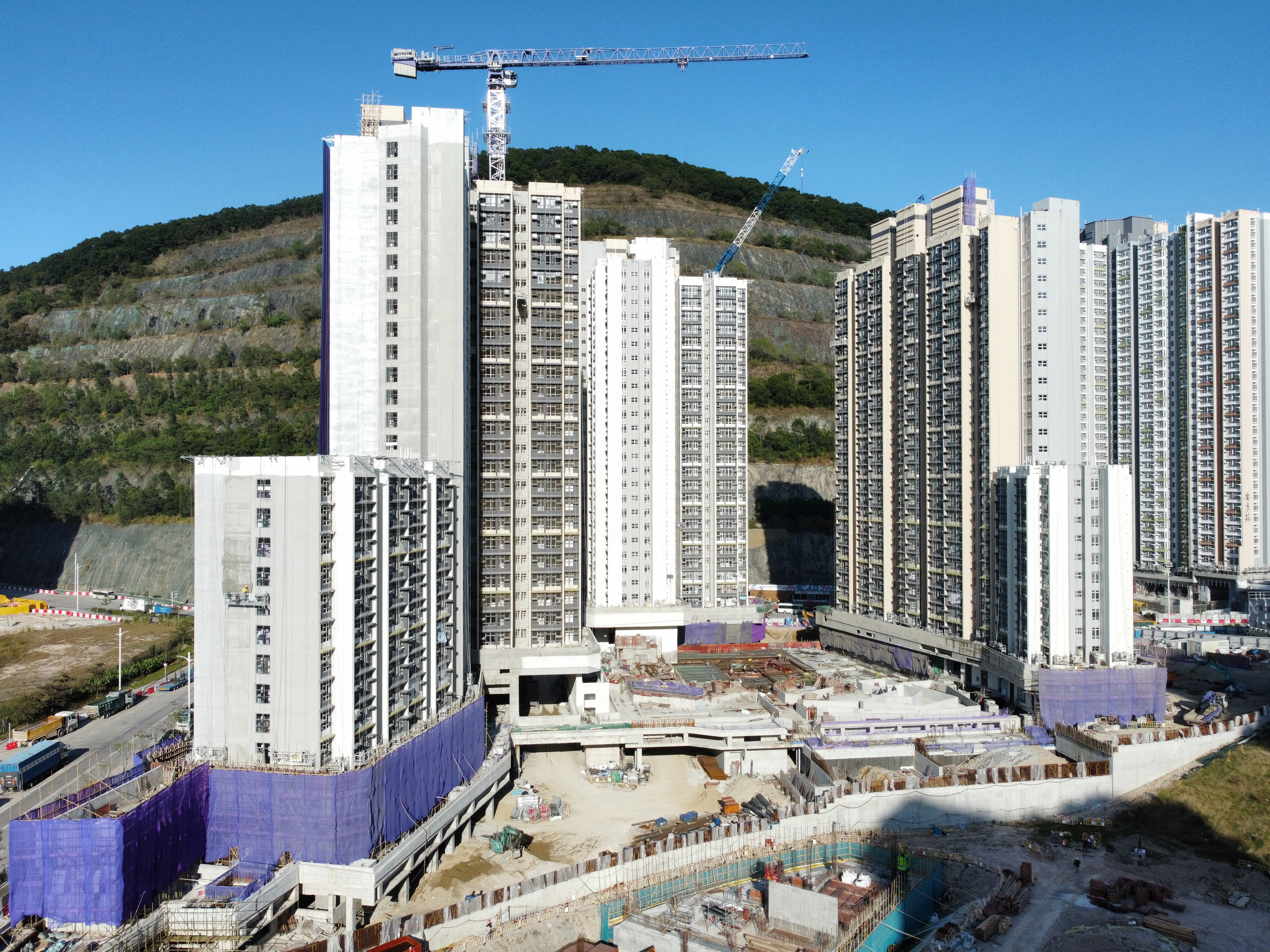
已封頂（2024年11月）
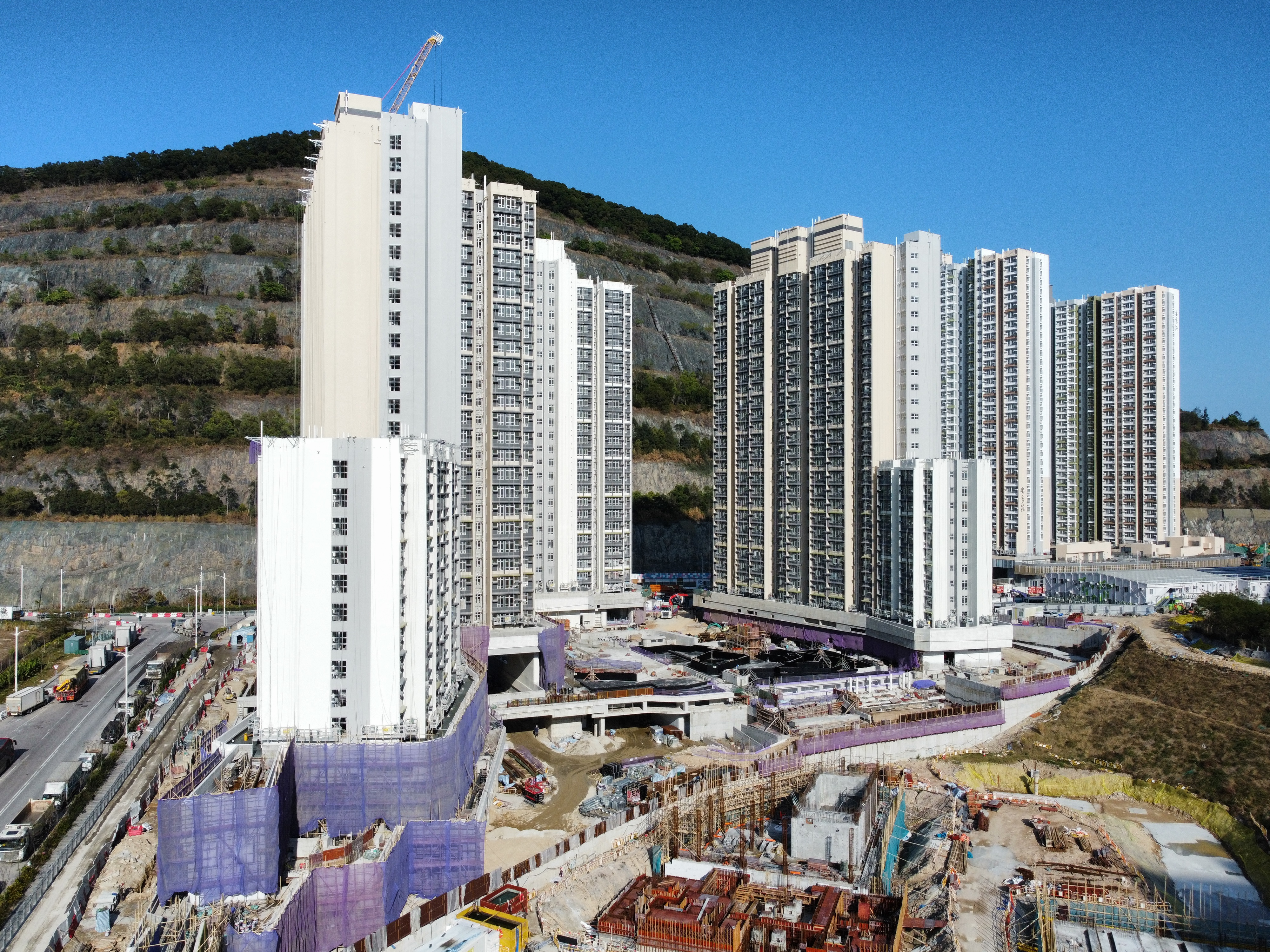
2025年2月
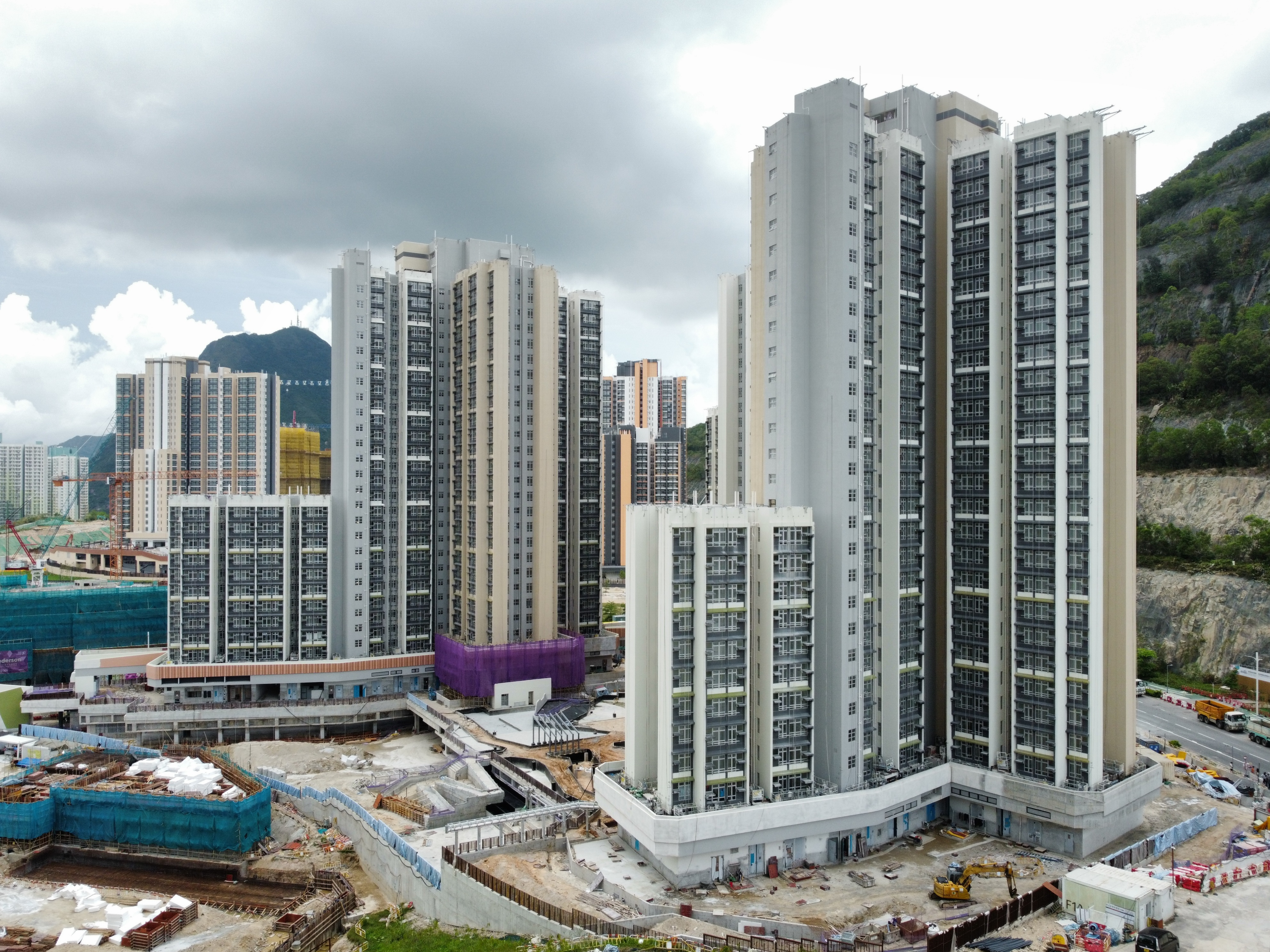
2025年5月

## 事件
- 2024年11月，此屋苑某分判商工人被揭發在行人路過的情況下，將建築廢物直接從高處丟下。及後，房委會已責成聯力建築跟進，隨後該二判亦已被解僱[10]。

## 鄰近地方
- 安秀苑
- 安達邨
- 綜合大樓（興建中）
- 石礦公園
- 安秀道公園
- 擬建保良局陸慶濤小學及筲箕灣東官立中學
- 擬建警署及消防局
- 安楹苑
- 安樺苑
- 安泰邨
- 安柏苑

## 註解
1. ↑  各座均設有稍為折曲、較矮的類似輔翼，因此較低樓層佈局呈Y字形。